# Omega Orionis
Désignations
Omega Orionis (en abrégé ω Ori) est une étoile de la constellation d'Orion. Sa magnitude apparente varie entre 4,36 et 4,59, ce qui la rend visible à l'œil nu. D'après la mesure de sa parallaxe annuelle par le satellite Gaia, l'étoile est distante d'environ ∼ 1 650 a.l. (∼ 506 pc) de la Terre. Elle s'éloigne du Système solaire à une vitesse radiale de +20,5 km/s. Elle est entourée par un nuage de poussières, formant une modeste nébuleuse par réflexion connue comme vdB 49, qui s'étend sur plus d'une année-lumière.
Omega Orionis est une étoile bleu-blanc de la séquence principale de type spectral B3 Ve, la lettre « e » dans le suffixe indiquant qu'il s'agit d'une étoile Be qui présente des raies en émission dans son spectre. Elle est sept fois plus massive que le Soleil et on estime qu'elle est âgée de 43,6 millions d'années. Le rayon de l'étoile est 5,9 fois plus grand que le rayon solaire, elle est plus de 3 400 fois plus lumineuse que le Soleil et sa température de surface est de 19 000 K. Elle apparaît être une étoile seule, ne possédant pas de compagnon connu même proche.
Omega Orionis montre une vitesse de rotation projetée de 179 km/s. Cependant, sa vitesse de rotation à l'équateur est beaucoup plus élevée, pouvant atteindre 450 km/s, et on estime que l'étoile est inclinée de 24° par rapport à la vue de la Terre. Il faut seulement 1,37 jour pour qu'elle complète une rotation sur elle-même, à comparer à la rotation moyenne de 27 jours du Soleil. Cette rotation rapide fait que l'étoile éjecte du matériel, créant un disque circumstellaire de gaz à l'origine de sa nature d'étoile Be. Parmi les étoiles de cette classe, Omega Orionis est la première pour laquelle un champ magnétique a été mesuré, celui-ci étant 1 000 fois plus fort que le champ magnétique terrestre. Comme beaucoup d'étoiles Be, il s'agit d'une étoile variable, plus particulièrement de type Gamma Cassiopeiae, dont la magnitude apparente varie entre 4,36 et 4,59. De petites variations dues à des pulsations non radiales ont également été observées, avec des périodes de 0,97 et de 2,19 jours.